# Рубуль, Варфоломей Викентьевич
Рубулс (Рубуль) Варфоломей Викентьевич (1899—1969) — депутат Верховного Совета СССР (1941—1946) от Латвийской ССР. Член КПСС с 1931 года. В годы Гражданской войны 1919—1921 годы принимал участие в разгроме Деникина и Врангеля. В годы Великой Отечественной войны комиссар партизанского отряда.
После войны на партийной и советской работе в Латвии.

## Награды
- орден Красного Знамени
- орден «Знак Почета»

## Источник
- Горбачев А. Н. Список некрологов за 1930—2015 годы. М., Infogans, 2016